# Operación Jungla
La Operación Jungla (en idioma inglés: Operation Jungle) fue el nombre en clave de un programa de los servicios secretos británicos MI6 desarrollado entre 1948 y 1955, en los primeros años de la Guerra Fría, que tenía por objeto la introducción clandestina de agentes y espías en los países Bálticos con la misión de apoyar las acciones de la guerrilla antisoviética, conocida como los Hermanos del Bosque, establecida desde finales de la Segunda Guerra Mundial en estos países anexionados por la URSS. La mayor parte de los agentes eran originarios de estos países, estonios, letones y lituanos, que habían emigrado hacia Suecia y el Reino Unido donde se ofrecieron o fueron captados para el entrenamiento. Algunos de los líderes del programa fueron antiguos militares que combatieron junto con las fuerzas de la Alemania Nazi como el coronel Alfons Rebane, Stasys Zymantas, o Rūdolfs Silarājs.
La operación Jungla quedó desmantelada por el contraespionaje soviético del KGB gracias a su red de espías dobles establecidos en el Reino Unido.